# Jevgeni Kafelnikov
Jevgeni Aleksandrovitsj Kafelnikov (Russisch: Евгений Александрович Кафельников) (Sotsji, 18 februari 1974) is een voormalig tennisser uit Rusland.

## Tennis
Kafelnikov werd in 1992 prof. Hij won in 1996 het grandslamtoernooi van Roland Garros door Michael Stich in de finale te verslaan. Drie jaar later schreef hij ook het Australian Open op zijn naam, ten koste van Thomas Enqvist. Op de Olympische Spelen van 2000 in Sydney won hij het olympisch goud door in de finale te winnen van de Duitser Tommy Haas.
Kafelnikov won in zijn carrière in totaal 26 titels in het enkel- en 27 titels in het dubbelspel. Hij sloeg gedurende zijn carrière een bedrag van bijna 25 miljoen dollar bijeen, en gold jarenlang als de grootste broodtennisser onder de professionals; hij miste zelden of nooit een toernooi en had er aan het eind van het jaar vrijwel altijd de meeste gespeeld. Zijn hoogste positie bereikte hij op 3 mei 1999: de eerste plaats op de wereldranglijst.
In 2004 beëindigde hij zijn profcarrière.
In 2019 werd hij opgenomen in de internationale Tennis Hall of Fame.

### Resultaten grandslamtoernooien
| Legenda | Legenda                          |
| ------- | -------------------------------- |
| g.t.    | geen toernooi gehouden           |
| l.c.    | lagere categorie                 |
| –       | niet deelgenomen                 |
| G       | uitgeschakeld in de groepsfase   |
| 1R      | uitgeschakeld in de eerste ronde |
| 2R      | uitgeschakeld in de tweede ronde |
| 3R      | uitgeschakeld in de derde ronde  |
| 4R      | uitgeschakeld in de vierde ronde |
| KF      | uitgeschakeld in de kwartfinale  |
| HF      | uitgeschakeld in de halve finale |
| F       | de finale verloren               |
| W       | het toernooi gewonnen            |
| w-v     | winst/verlies-balans             |

#### Enkelspel
| Toernooi        | 1993 | 1994 | 1995 | 1996 | 1997 | 1998 | 1999 | 2000 | 2001 | 2002 | 2003 |
| --------------- | ---- | ---- | ---- | ---- | ---- | ---- | ---- | ---- | ---- | ---- | ---- |
| Australian Open | –    | 2R   | KF   | KF   | –    | –    | W    | F    | KF   | 2R   | 2R   |
| Roland Garros   | 2R   | 3R   | HF   | W    | KF   | 2R   | 2R   | KF   | KF   | 2R   | 2R   |
| Wimbledon       | –    | 3R   | KF   | 1R   | 4R   | 1R   | 3R   | 2R   | 3R   | 3R   | 1R   |
| US Open         | –    | 4R   | 3R   | –    | 2R   | 4R   | HF   | 3R   | HF   | 2R   | 3R   |

#### Mannendubbelspel
| Toernooi        | 1994 | 1995 | 1996 | 1997 | 1998 | 1999 | 2000 | 2001 | 2002 | 2003 |
| --------------- | ---- | ---- | ---- | ---- | ---- | ---- | ---- | ---- | ---- | ---- |
| Australian Open | 1R   | KF   | 3R   | –    | –    | KF   | 3R   | 3R   | 2R   | 2R   |
| Roland Garros   | 2R   | KF   | W    | W    | 2R   | KF   | KF   | 1R   | W    | F    |
| Wimbledon       | HF   | HF   | 3R   | 1R   | 3R   | 2R   | –    | –    | 3R   | 3R   |
| US Open         | 1R   | 2R   | –    | W    | 2R   | 1R   | HF   | 2R   | 3R   | 1R   |

## Poker en golf
Na het beëindigen van zijn tenniscarrière legde hij zich – met wisselend succes – toe op het spelen van professioneel poker. In 2005 werd hij professioneel golfer met de ambitie om in 2016 aan de Olympische Spelen te kunnen meedoen. Hij heeft sinds 2008 op uitnodiging enkele toernooien op de Europese Challenge Tour gespeeld maar zich nog nooit voor het weekend gekwalificeerd. Wel won hij in juni 2012 de 20ste editie van het Nationaal Kampioenschap, dat in de regio van Moscou werd gespeeld, met een laatste ronde van -5. Bij de dames won Maria Verchenova, de eerste Russische speelster die ook op de Ladies European Tour speelt.

### Gewonnen
- 2011: Nationaal Kampioenschap (+15)